# Международный конкурс дирижирования Кадакесского оркестра
Международный конкурс дирижирования Кадакесского оркестра (исп. Concurso Internacional de Dirección de la Orquesta de Cadaqués) — соревнование молодых дирижёров, проходящее каждые два года начиная с 1992 г. в испанском городе Кадакес под патронатом работающего в городе Оркестра Кадакеса. Премии конкурса, помимо денежного вознаграждения, включают возможность выступить с ведущими оркестрами Испании и рядом других заметных музыкальных коллективов.
Программа конкурса в обязательном порядке включает несколько сочинений испанских композиторов, одно из которых пишется специально по заказу конкурса. Среди композиторов, чьи сочинения были заказаны для конкурсного исполнения, были Кристобаль Альфтер, Шавье Монтсальватже, Луис де Пабло.
Жюри конкурса по очереди возглавляют Невилл Марринер и Геннадий Рождественский. В разные годы в его состав входили также Антоний Вит, Джон Нешлинг, Филипп Антремон, Йорма Панула, Александр Рахбари, Габриэль Хмура, а также известные испанские дирижёры.

## Лауреаты
| 1992 | Чарлз Пиблз (Великобритания)   |
| 1994 | Джанандреа Нозеда (Италия)     |
| 1996 | Ахим Фидлер (Германия)         |
| 1998 | Глория Исабель Рамос (Испания) |
| 2000 | не присуждена                  |
| 2002 | Василий Петренко (Россия)      |
| 2004 | не присуждена                  |
| 2006 | Пабло Гонсалес (Испания)       |
| 2008 | Михал Несторович (Польша)      |
| 2010 | Эндрю Горли (Великобритания)   |
| 2013 | Лоренцо Виотти (Швейцария)     |
| 2017 | Нуну Коэлью (Португалия)       |